# Alphons Maximilian Pfyffer von Altishofen

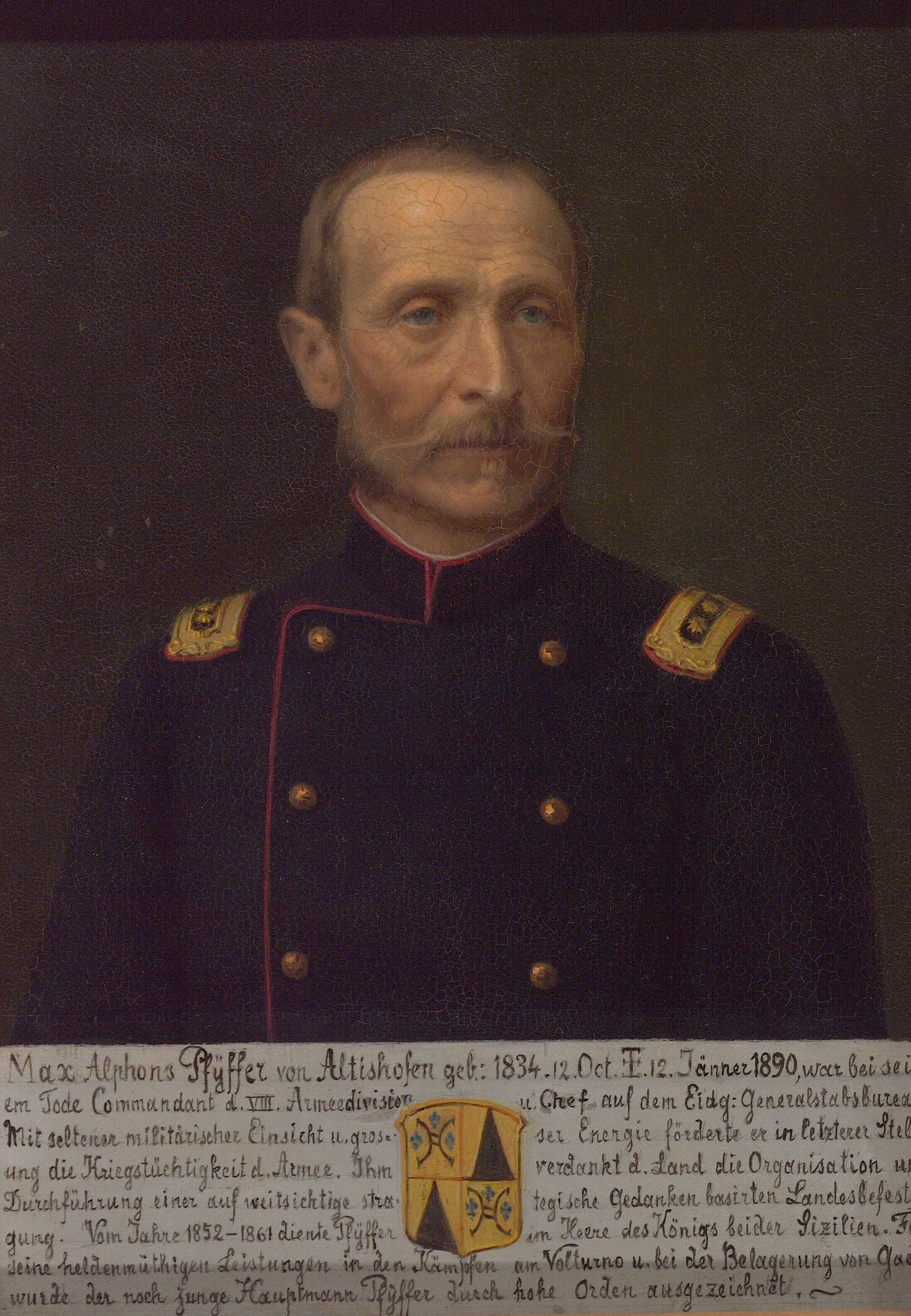
Porträt von Max Alphons Pfyffer

Alphons Maximilian Pfyffer von Altishofen (auch Max Alphons Pfyffer; geb. 12. Oktober 1834 in Altishofen; gest. 12. Januar 1890 in Luzern) war ein Schweizer Architekt, Hotelier und Generalstabschef.

## Ausbildung und Karriere
Der Sohn des letzten Herrn von Altishofen zog 1846 mit der Familie nach München bzw. in die Nähe von Augsburg und studierte am Polytechnikum in München Architektur. 1852 schlug er eine Militärkarriere ein, er ging in neapolitanische Dienste und nahm 1860 an der Belagerung von Gaeta teil. Dort war er zuletzt Hauptmann. Nach dem Ende des Königreiches Neapel kehrte er nach Luzern zurück und trat in den Eidgenössischen Generalstab ein, wo er 1865 zum Major und 1870 zum Oberstleutnant befördert wurde. 1875 Oberst und Brigadekommandant, wurde er 1885 zum Generalstabs-Obersten und 1887 Oberst-Divisionär und Kommandant der VIII. Division.

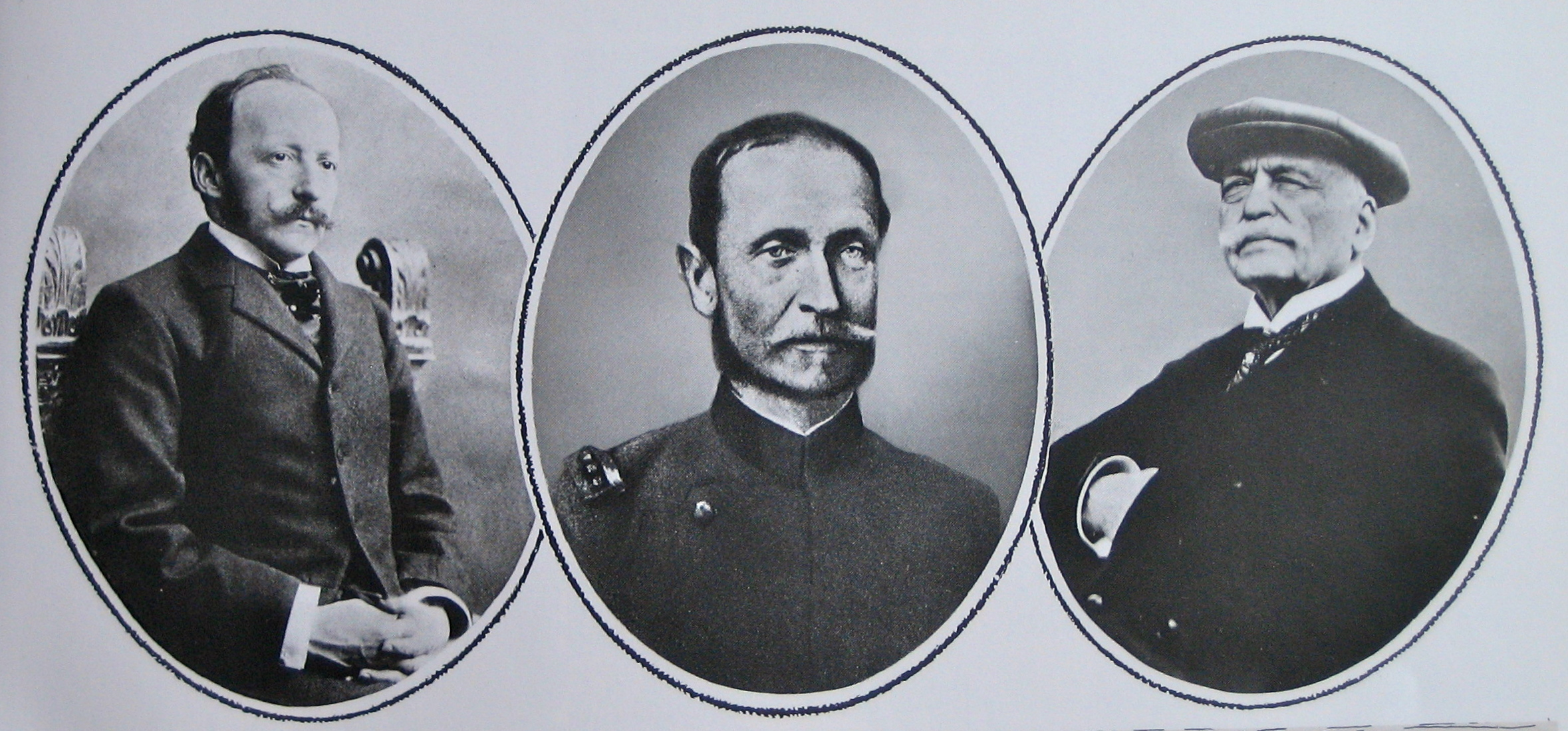
César Ritz, Max Pfyffer, Auguste Escoffier, Pioniere der Schweizer Hotellerie

Beruflich beteiligte er sich Anfang der 1860er Jahre an der Maschinenfabrik seiner Brüder Jost und Melchior Pfyffer. Ab Ende der 1860er Jahre führte er zudem mit seinen Brüdern das Grand Hotel National. Die Militärkarriere überwog seine Architektentätigkeit, weswegen wenige Werke von ihm überliefert sind, vor allem für die Hotellerie der eigenen Familie.

## Werkauswahl
- Hotel Luzernerhof, Luzern 1864–65
- Plan für eine Allee zum Löwendenkmal, Luzern 1865
- Projekt für ein Museum an der Alpenstrasse, 1866
- Hotel National, Luzern 1867–69 (Mitarbeit zugeschrieben, erbaut durch Baugeschäft Xaver von Segesser)
- Pläne für den Kursaal, Luzern 1868
- Pläne für die Gotthardfestung, Konzeptentwurf, Ausführung ab 1886